# Ross, Skye and Lochaber

Valkretsen i Skottland.

Ross, Skye and Lochaber är en av de 650 valkretsarna till det brittiska underhuset i Storbritannien. Sedan 2015 sitter Ian Blackford (Scottish National Party) som ledamot för Ross, Skye and Lochaber. Den nuvarande valkretsen skapades 2005.

## Ledamöter
|  | Val  | Kandidat        | Parti                   |
|  | ---- | --------------- | ----------------------- |
|  | 2005 | Charles Kennedy | Liberaldemokraterna     |
|  | 2015 | Ian Blackford   | Scottish National Party |

## Val 2010–2019
| Parlamentsvalet 2019: Ross, Skye and Lochaber                                                                    | Parlamentsvalet 2019: Ross, Skye and Lochaber | Parlamentsvalet 2019: Ross, Skye and Lochaber | Parlamentsvalet 2019: Ross, Skye and Lochaber | Parlamentsvalet 2019: Ross, Skye and Lochaber |
| --- | --------------------------------------------- | --------------------------------------------- | --------------------------------------------- | --------------------------------------------- |
| |                                               |                                               |                                               |                                               |
| Partier | Andel                                         |                                               | Antal                                         |                                               |
| SNP | 48,3 %                                        |                                               | 19263                                         |                                               |
| SNP | +8,1 %                                        |                                               | +3783                                         |                                               |
| Liberaldemokraterna                                                                                              | 24,6 %                                        |                                               | 9820                                          |                                               |
| Liberaldemokraterna                                                                                              | +3,7 %                                        |                                               | +1778                                         |                                               |
| Konservativa partiet                                                                                             | 17,3 %                                        |                                               | 6900                                          |                                               |
| Konservativa partiet                                                                                             | -7,6 %                                        |                                               | -2661                                         |                                               |
| Labour | 6,1 %                                         |                                               | 2448                                          |                                               |
| Labour | -6,1 %                                        |                                               | -2247                                         |                                               |
| Brexitpartiet | 1,8 %                                         |                                               | 710                                           |                                               |
| Brexitpartiet | +1,8 %                                        |                                               | +710                                          |                                               |
| Övriga partier                                                                                                   | 1,9 %                                         |                                               | 728                                           |                                               |
| Övriga partier                                                                                                   | +0,1 %                                        |                                               | +52                                           |                                               |
| Valdeltagande | 73,5 %                                        |                                               | 39869                                         |                                               |
| Valdeltagande | +1,8 %                                        |                                               | +1366                                         |                                               |
| Kandidater: SNP: Ian Blackford, LDM: Craig Harrow, CON: Gavin Berkenheger, LAB: John Erskine, BRX: Kate Brownlie |                                               |                                               |                                               |                                               |

| Parlamentsvalet 2017: Ross, Skye and Lochaber                                                   | Parlamentsvalet 2017: Ross, Skye and Lochaber | Parlamentsvalet 2017: Ross, Skye and Lochaber | Parlamentsvalet 2017: Ross, Skye and Lochaber | Parlamentsvalet 2017: Ross, Skye and Lochaber |
| ----------------------------------------------------------------------------------------------- | --------------------------------------------- | --------------------------------------------- | --------------------------------------------- | --------------------------------------------- |
|                                                                                                 |                                               |                                               |                                               |                                               |
| Partier                                                                                         | Andel                                         |                                               | Antal                                         |                                               |
| SNP                                                                                             | 40,2 %                                        |                                               | 15480                                         |                                               |
| SNP                                                                                             | -7,9 %                                        |                                               | -4639                                         |                                               |
| Konservativa partiet                                                                            | 24,8 %                                        |                                               | 9561                                          |                                               |
| Konservativa partiet                                                                            | +18,6 %                                       |                                               | +6963                                         |                                               |
| Liberaldemokraterna                                                                             | 20,9 %                                        |                                               | 8042                                          |                                               |
| Liberaldemokraterna                                                                             | -15,0 %                                       |                                               | -6953                                         |                                               |
| Labour                                                                                          | 12,2 %                                        |                                               | 4695                                          |                                               |
| Labour                                                                                          | +7,3 %                                        |                                               | +2652                                         |                                               |
| Övriga partier                                                                                  | 1,8 %                                         |                                               | 676                                           |                                               |
| Övriga partier                                                                                  | +1,3 %                                        |                                               | +485                                          |                                               |
| Valdeltagande                                                                                   | 71,8 %                                        |                                               | 38503                                         |                                               |
| Valdeltagande                                                                                   | -5,4 %                                        |                                               | -3308                                         |                                               |
| Kandidater: SNP: Ian Blackford, CON: Robert Mackenzie, LDM: Jean Davis, LAB: Peter Ó Donnghaile |                                               |                                               |                                               |                                               |

| Parlamentsvalet 2015: Ross, Skye and Lochaber                                                                                            | Parlamentsvalet 2015: Ross, Skye and Lochaber | Parlamentsvalet 2015: Ross, Skye and Lochaber | Parlamentsvalet 2015: Ross, Skye and Lochaber | Parlamentsvalet 2015: Ross, Skye and Lochaber |
| --- | --------------------------------------------- | --------------------------------------------- | --------------------------------------------- | --------------------------------------------- |
| |                                               |                                               |                                               |                                               |
| Partier | Andel                                         |                                               | Antal                                         |                                               |
| SNP | 48,1 %                                        |                                               | 20119                                         |                                               |
| SNP | +33,0 %                                       |                                               | +14856                                        |                                               |
| Liberaldemokraterna | 35,9 %                                        |                                               | 14995                                         |                                               |
| Liberaldemokraterna | -16,8 %                                       |                                               | -3340                                         |                                               |
| Konservativa partiet | 6,2 %                                         |                                               | 2598                                          |                                               |
| Konservativa partiet | -6,0 %                                        |                                               | -1662                                         |                                               |
| Labour | 4,9 %                                         |                                               | 2043                                          |                                               |
| Labour | -10,2 %                                       |                                               | -3222                                         |                                               |
| Scottish Green | 2,5 %                                         |                                               | 1051                                          |                                               |
| Scottish Green | +0,3 %                                        |                                               | +274                                          |                                               |
| UKIP | 1,9 %                                         |                                               | 814                                           |                                               |
| UKIP | +0,1 %                                        |                                               | +155                                          |                                               |
| Övriga partier | 0,5 %                                         |                                               | 191                                           |                                               |
| Övriga partier | -0,3 %                                        |                                               | -88                                           |                                               |
| Valdeltagande | 77,2 %                                        |                                               | 41811                                         |                                               |
| Valdeltagande | +10,0 %                                       |                                               | +6973                                         |                                               |
| Kandidater: SNP: Ian Blackford, LDM: Charles Kennedy, CON: Lindsay McCallum, LAB: Chris Conniff, GRN: Anne Thomas, UKIP: Philip Anderson |                                               |                                               |                                               |                                               |

| Parlamentsvalet 2010: Ross, Skye and Lochaber                                                                                                 | Parlamentsvalet 2010: Ross, Skye and Lochaber | Parlamentsvalet 2010: Ross, Skye and Lochaber | Parlamentsvalet 2010: Ross, Skye and Lochaber | Parlamentsvalet 2010: Ross, Skye and Lochaber |
| --- | --------------------------------------------- | --------------------------------------------- | --------------------------------------------- | --------------------------------------------- |
| |                                               |                                               |                                               |                                               |
| Partier | Andel                                         |                                               | Antal                                         |                                               |
| Liberaldemokraterna | 52,6 %                                        |                                               | 18335                                         |                                               |
| Liberaldemokraterna | -6,1 %                                        |                                               | -765                                          |                                               |
| Labour | 15,1 %                                        |                                               | 5265                                          |                                               |
| Labour | +0,2 %                                        |                                               | +414                                          |                                               |
| SNP | 15,1 %                                        |                                               | 5263                                          |                                               |
| SNP | +5,5 %                                        |                                               | +2144                                         |                                               |
| Konservativa partiet | 12,2 %                                        |                                               | 4260                                          |                                               |
| Konservativa partiet | +2,2 %                                        |                                               | +985                                          |                                               |
| Scottish Green | 2,2 %                                         |                                               | 777                                           |                                               |
| Scottish Green | -1,1 %                                        |                                               | -320                                          |                                               |
| UKIP | 1,9 %                                         |                                               | 659                                           |                                               |
| UKIP | +0,4 %                                        |                                               | +159                                          |                                               |
| Övriga partier | 0,8 %                                         |                                               | 279                                           |                                               |
| Övriga partier | -1,1 %                                        |                                               | -317                                          |                                               |
| Valdeltagande | 67,2 %                                        |                                               | 34838                                         |                                               |
| Valdeltagande | +2,6 %                                        |                                               | +2300                                         |                                               |
| Kandidater: LDM: Charles Kennedy, LAB: John McKendrick, SNP: Alasdair Stephen, CON: Donald Cameron, GRN: Eleanor Scott, UKIP: Philip Anderson |                                               |                                               |                                               |                                               |